# Led Zeppelin North American Tour Autumn 1969
Led Zeppelin North American Tour Autumn 1969 – czwarta amerykańska trasa koncertowa Led Zeppelin, która odbyła się jesienią 1969 r.

## Program koncertów
1. "Good Times, Bad Times"
2. "Communication Breakdown"
3. "I Can't Quit You Baby"
4. "Heartbreaker"
5. "Dazed and Confused"
6. "White Summer"/"Black Mountain Side"
7. "What Is and What Should Never Be"
8. "Moby Dick"
9. "How Many More Times"
10. "C'mon Everybody"/"Something Else" (covery)

## Lista koncertów
- 17 października - New York City, Nowy Jork, USA - Carnegie Hall
- 18 października - Detroit, Michigan, USA - Detroit Olympia
- 19 października - Chicago, Illinois, USA - Kinetic Playground (dwa koncerty)
- 24 października - Cleveland, Ohio, USA - Public Hall
- 25 października - Boston, Massachusetts, USA - Boston Garden
- 30 października - Buffalo, Nowy Jork, USA - Kleinhans Music Hall
- 31 października - Providence, Rhode Island, USA - Gansett Tribal Rock Festival w Rhode Island Auditorium
- 1 listopada - Syracuse, Nowy Jork, USA - Onondaga Veterans Auditorium
- 2 listopada - Toronto, Ontario, Kanada - O'Keefe Centre (dwa koncerty)
- 4 listopada - Kitchener, Ontario, Kanada - Kitchener Memorial Auditorium Complex
- 5 listopada - Kansas City, Kansas, USA - Memorial Hall
- 6, 7 i 8 listopada - San Francisco, Kalifornia, USA - Winterland Ballroom